# قرار مجلس الأمن التابع للأمم المتحدة رقم 962
قرار مجلس الأمن التابع للأمم المتحدة رقم 962، اعتمد بالإجماع في 29 نوفمبر 1994، بعد النظر في تقرير الأمين العام بطرس بطرس غالي بشأن قوة الأمم المتحدة لمراقبة فض الاشتباك (أندوف)، وقد لاحظ المجلس جهودها لإقامة سلام دائم وعادل في الشرق الأوسط.
قرر القرار مناشدة جميع الأطراف المعنية لتنفيذ القرار 338 (1973) على الفور، وتجديد ولاية قوة المراقبة لمدة ستة أشهر أخرى حتى 31 مايو 1995 وطلب أن يقدم الأمين العام تقريراً عن الحالة في نهاية تلك الفترة.